# Steve Elcock
 (juillet 2024).
Si vous disposez d'ouvrages ou d'articles de référence ou si vous connaissez des sites web de qualité traitant du thème abordé ici, merci de compléter l'article en donnant les références utiles à sa vérifiabilité et en les liant à la section « Notes et références ».
Pour les articles homonymes, voir Elcock.
Steve Elcock (né en 1957) est un compositeur anglo-français résidant en France, dont le style a été placé par la critique dans le contexte de compositeurs tels que Jean Sibelius, Arthur Honegger, William Walton et Malcolm Arnold. Elcock lui-même déclare qu'il a été particulièrement inspiré par la musique du compositeur suédois Allan Pettersson. Elcock est autodidacte. Ces dernières années, ses œuvres, dont dix symphonies, d'autres pièces orchestrales et de la musique de chambre, ont commencé à être jouées en public et certaines ont été enregistrées.

## Biographie
Elcock est né à Chesterfield, dans le Derbyshire en Grande-Bretagne en 1957. Il a commencé à composer à l'âge de 15 ans. À part des cours de violon au lycée, il est autodidacte. Il a réussi le concours pour étudier la musique à l'Université d'Oxford en 1975, mais l'a quittée après seulement quelques semaines et a suivi une formation pour devenir professeur de français. C'est à cette époque qu'il a rencontré sa future épouse, Annick. En 1981, il s'installe avec Annick en France où il travaille dans une entreprise de formation linguistique et de traduction. Certaines de ses premières compositions ont été jouées par l'orchestre symphonique amateur qu'il dirigeait à l'époque.
En 2009, sa pièce orchestrale Hammering (op. 15) a été interprétée par l'Orchestre Philharmonique de la BBC (en) dirigé par James MacMillan lors d'un concert en studio à Manchester, qui a ensuite été diffusé. Il s'agissait de la première représentation professionnelle d'une œuvre du compositeur. En 2013, Elcock a envoyé des exemplaires de ses partitions de ses Symphonies 3 et 4 et de son poème symphonique Wreck à Martin Anderson (en), directeur de la maison de disques Toccata Classics, qui a exprimé son enthousiasme et l'a fait connaître dans le monde de la musique. En conséquence, le premier quatuor à cordes d'Elcock, The Girl from Marseille, a été joué au festival « Indian Summer in Levoča » en 2014 à Levoča, en Slovaquie, et son deuxième quatuor, The Cage of Opprobrium, dédié à la ville, y a été créé en 2015.
En 2017, Toccata a commencé à sortir des enregistrements des œuvres d'Elcock, en commençant par un disque d'œuvres orchestrales, dont sa Symphonie n° 3. La même année, l'Orchestre Philharmonique de la BBC a diffusé ses Choses renversées par le temps ou la destruction. La Symphonie n° 8 d'Elcock a été créée au Three Choirs Festival 2021 et  enregistrée par la suite par Nimbus Records, avec son Concerto pour violon. En 2024, son Quintette avec Piano op. 34 a été créé au Festival Elgar (en) de Worcester, tout comme son Concerto Grosso op. 12,. Elcock est actuellement compositeur en résidence auprès du English Symphony Orchestra (en).

## La musique
Andrew Mellor, dans sa critique du premier enregistrement de la musique d'Elcock dans la revue The Gramophone (en), a écrit : « C'est une leçon d'humilité qu'un compositeur européen autodidacte d'une soixantaine d'années puisse avoir écrit une telle quantité de musique bien conçue, émotionnellement honnête et originale sans que personne ne s'en aperçoive et avec à peine une note interprétée professionnellement ». Il a poursuivi en disant que, s'il avait été suggéré que les compositions d'Elcock avaient des touches de la musique de Jean Sibelius, Carl Nielsen et Robert Simpson, il a lui-même noté des parallèles avec la musique d'Arthur Honegger et de William Walton. Le critique Jean Lacroix a également identifié des comparaisons avec Peter Mennin et Viktor Kalabis. Francis Pott (en) ajoute pour  contextualiser la musique d'Elcock celle de Malcolm Arnold et Vagn Holmboe. Pott évoque également le compositeur suédois Allan Pettersson, à propos duquel Elcock est « passionnément enthousiaste [...] c'est la découverte de la musique de Pettersson en 1980 qui a poussé Elcock à commencer à composer sérieusement ».
Parmi les caractéristiques de la musique d'Elcock figure l'utilisation de gammes ou de modes inhabituels. Sa Quatrième Symphonie en un seul mouvement a été décrite par le compositeur comme « une usine de recyclage pour des déchets dodécaphoniques ». D'autres pièces utilisent la gamme octatonique pour éviter la tonalité classique. Paul Mann souligne « l'intégrité de la composition, le savoir-faire méticuleux et la logique symphonique inexorable » d'Elcock.

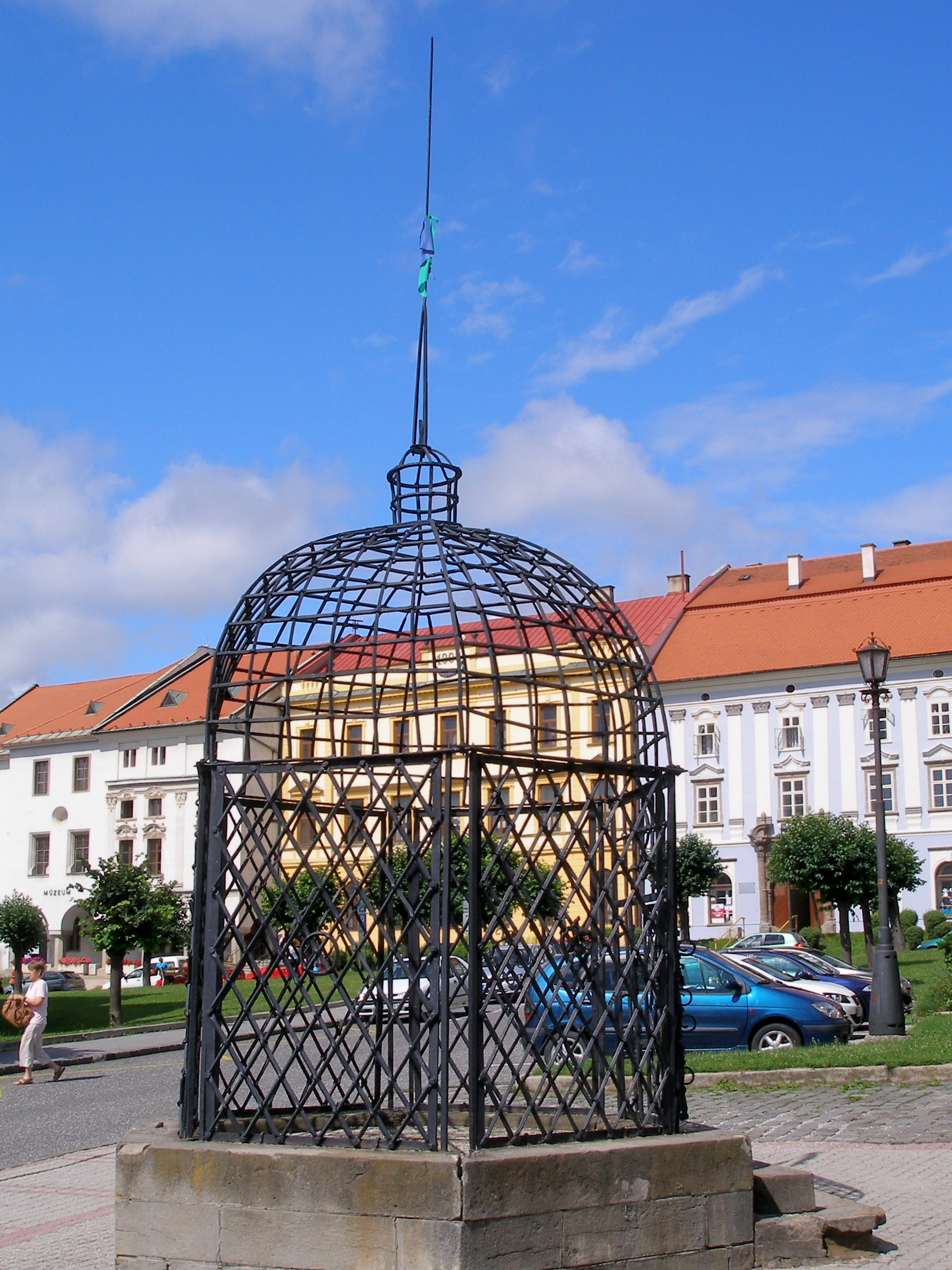
La cage de l'opprobre à Levoča en Slovaquie, source d'inspiration pour le deuxième quatuor à cordes d'Elcock, op. 22.

Les premières œuvres reconnues d'Elcock sont écrites pour l'orchestre amateur français qu'il dirigeait, comprenant des œuvres telles que sa Suite bien Tempérée (op. 1) et Haven (op. 4), toutes deux inspirées de Jean-Sébastien Bach. Certaines de ses œuvres ultérieures sont des adaptations de compositions antérieures ; par exemple, sa Première Symphonie op. 6b (2001, rév. 2015) est basée sur un Concerto pour Clarinette et Basson op.6a écrit en 1995-6. (Bach est également invoqué dans l'œuvre orchestrale ultérieure Choses Renversées par le Temps ou la Destruction, op.22 (2013), dans laquelle un prélude de Bach joué au clavecin est interrompu et évincé par l'orchestre).
Elcock a donné des titres et des sous-titres à un certain nombre de ses œuvres, mais la signification de ceux-ci n'est pas toujours transparente. À propos du sous-titre de sa Quatrième Symphonie (2013 : rév. 2017) « A golden rose fallen from the flat sea of time (Une rose d'or tombée de la mer plate du temps) », il a dit « 'l'auditeur doit le comprendre comme il peut », même s’il a commenté à propos de ses quatuors à cordes : « Je trouve que tant de quatuors sont secs et inaccessibles. Leur ajouter des titres, espérons-le, donne à l'auditeur quelque chose à quoi s'accrocher ». À propos de An Outstretched Hand (Une main tendue), qui a été en partie écrit en réponse à la crise européenne des migrants de 2015, le compositeur a écrit : « Gerald Finzi a un jour comparé la composition à une poignée de main 'avec un bon ami à travers les siècles'. C'est peut-être ce qui m'a d'abord fait penser à l'idée de la main tendue, et à peine s'y était-elle logée dans mon esprit que j'ai pris conscience de l'ambiguïté de l'image : cette main appelle-t-elle à l'aide, ou est-elle tendue pour offrir de l'aide? [...] Les tensions entre ces deux interprétations - appel à l'aide et réconfort - ont suffi à générer cette pièce de 19 minutes pour six instruments ». Le critique de The Gramophone (en) a trouvé que « la musique incarne astucieusement [cette] notion dans le développement de son matériau musical ». La Symphonie n° 6 d'Elcock (2017-2018) porte le sous-titre Tyrants Destroyed (Tyrans détruits) et une dédicace à « l'exécration éternelle des politiciens égoïstes, des personnes d'une richesse obscène et du système qui leur permet de le rester ».

## Les oeuvres
Les œuvres d'Elcock sont répertoriées sur son site Web, la plupart d'entre elles étant accompagnées d'enregistrements ou de réalisations informatiques, ainsi que de commentaires du compositeur.

### Symphonies
- Symphonie no 1, op. 6b
- Symphonie no 2, op. 14
- Symphonie no 3, op. 16
- Symphonie no 4, op. 19
- Symphonie no 5, op. 21
- Symphonie no 6, op. 30
- Symphonie no 7, op. 33
- Symphonie no 8, op. 37
- Symphonie no 9, op. 39
- Symphonie no 10, op. 40

### Autres œuvres orchestrales
- Une Suite bien Tempérée, op. 1
- Élégie pour hautbois, timbales et cordes, op. 2
- Sérénade pour flûte et cordes, op. 3
- Haven, op. 4
- Wedding Day, op. 5
- Double concerto pour clarinette et basson, op. 6a
- Festive Overture, op. 7
- Wreck, op. 10
- Concertino pour clarinette et cordes, op. 11a
- Concerto Grosso, op. 12
- Concerto pour violon, op. 13
- Hammering, op. 15
- Choses renversées par le temps ou la destruction, op. 20
- Manic Dancing, op. 25
- Incubus, op. 28
- Concerto pour alto, op. 29
- Fermeture, op. 38

### Musique de chambre
- Trio à cordes no. 1, op. 8a et b
- Sextuor pour clarinette et cordes, op. 11b.
- The Girl from Marseille  (quatuor à cordes), op. 17
- The Cage of Opprobrium (quatuor à cordes) op.22
- Song for Yodit, op.23
- An Outstretched Hand, op. 24
- The Shed Dances, op. 26
- Night after Night (quatuor à cordes) op.27
- Trio à cordes no. 2, op.31
- Quintette avec piano, op.4
- Conversation pieces / Sonatine pour alto et piano, op. 35
- The Aftermath of Longing (quatuor à cordes), op.36
- Rain, op. 41
- Variations sur un thème de Francis Popy (quatuor à cordes), op.42

### Musique vocale
- Spei Cantus, op. 9
- Three motets for Christmas, op. 18
- Os justi pour chœur de femmes, op.32